# Букініст

Букіністична книгарня «Київський букініст» на книжковому ринку «Петрівка», поч. 2009 року

Букіні́ст (фр. bouquiniste, від bouquin — «стара книга») — торговець книгами, що були в ужитку, а також рідкісними чи старовинними, у тому числі й торгове підприємство.

## Зміст і суміжні поняття
Від слова букініст утворюються слово букіністика та словосполучення букіністична книга (також букіністична книгарня, букіністичний магазин), що відповідно є синонімічними, і в цілому можуть означати сукупність старих (вживаних) книг і галузь (також місця) торгівлі цими книжками, більшою мірою під останнє визначення підпадає са́ме букіністика, як торгівля, обмін (іноді збирання і колекціонування — тоді у значенні різновиду хобі) букіністичних книжок.
Значення терміна букіністична книжка, не уточнюючи років видання, тобто в тому, що це саме ужи́вана раніше книжка (та, яка була у користуванні, яку вже читали) в цілому збігається з англомовним поняттям used book. Варто додати, що в поняття букіністики як букіністичної продукції в сучасній розмовній мові (попри чітке фіксування в мові оригіналу значення «стара книга») входять не лише книжки, а й періодика, при чому у своєму широкому значенні, тобто як усі видання книжкового і журнального формату (бюлетені, наукові записки, щорічники, зведення тощо), що постійно виходять, з науковими, інформатично-статистичними цілями тощо, так і всі часописи й навіть газети, що обіймають сучасне поняття друковані ЗМІ; також до букіністики відносять іншу друковану продукцію (листівки, поштівки, календарі), а подеколи навіть ще ширше — усю продукцію — носії інформації, тобто, наприклад, також і грамплатівки.
Під словом «букініст» можна розуміти са́ме торговця (або рідше обмінювача) букіністичними книжками. Це може бути як приватна особа, так і організація (торговельне підприємство). Відповідно, букіністична книгарня — місце (торговельне підприємство), де продаються букіністичні книжки.

## З історії питання

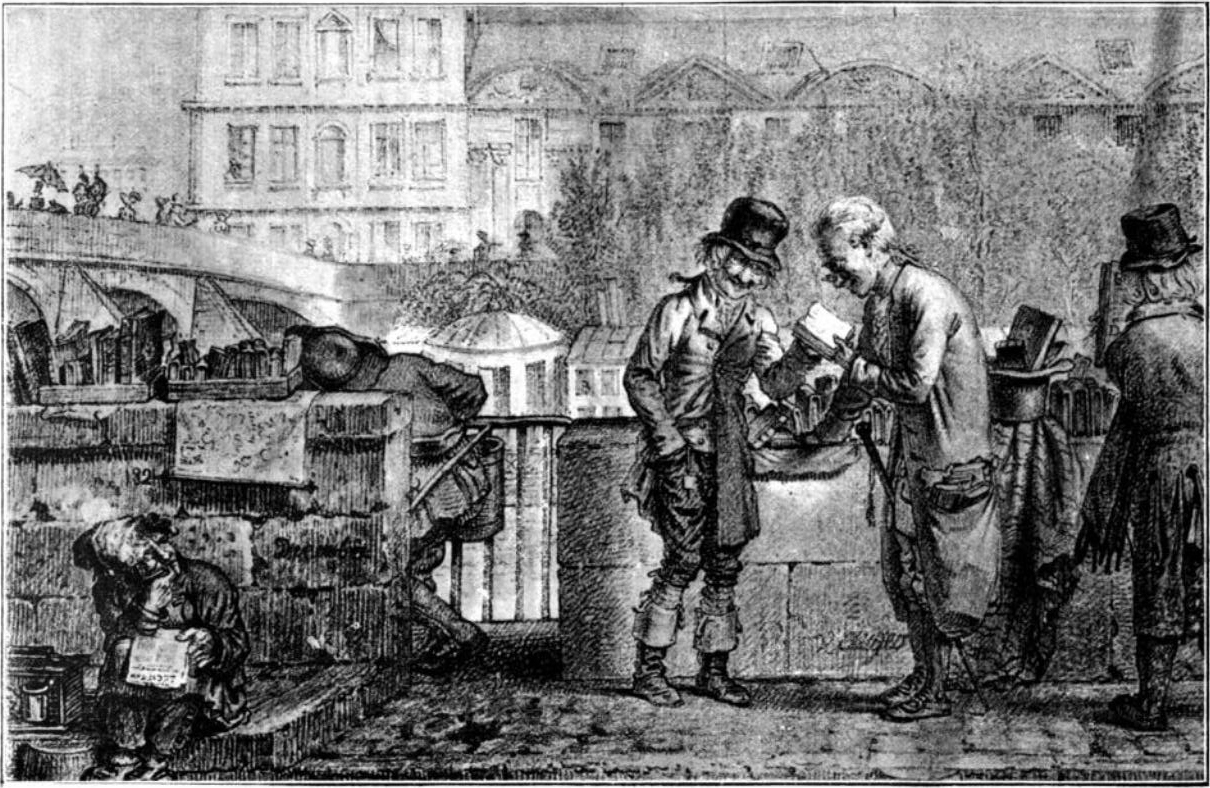
Паризькі букіністи, гравюра 1821 року

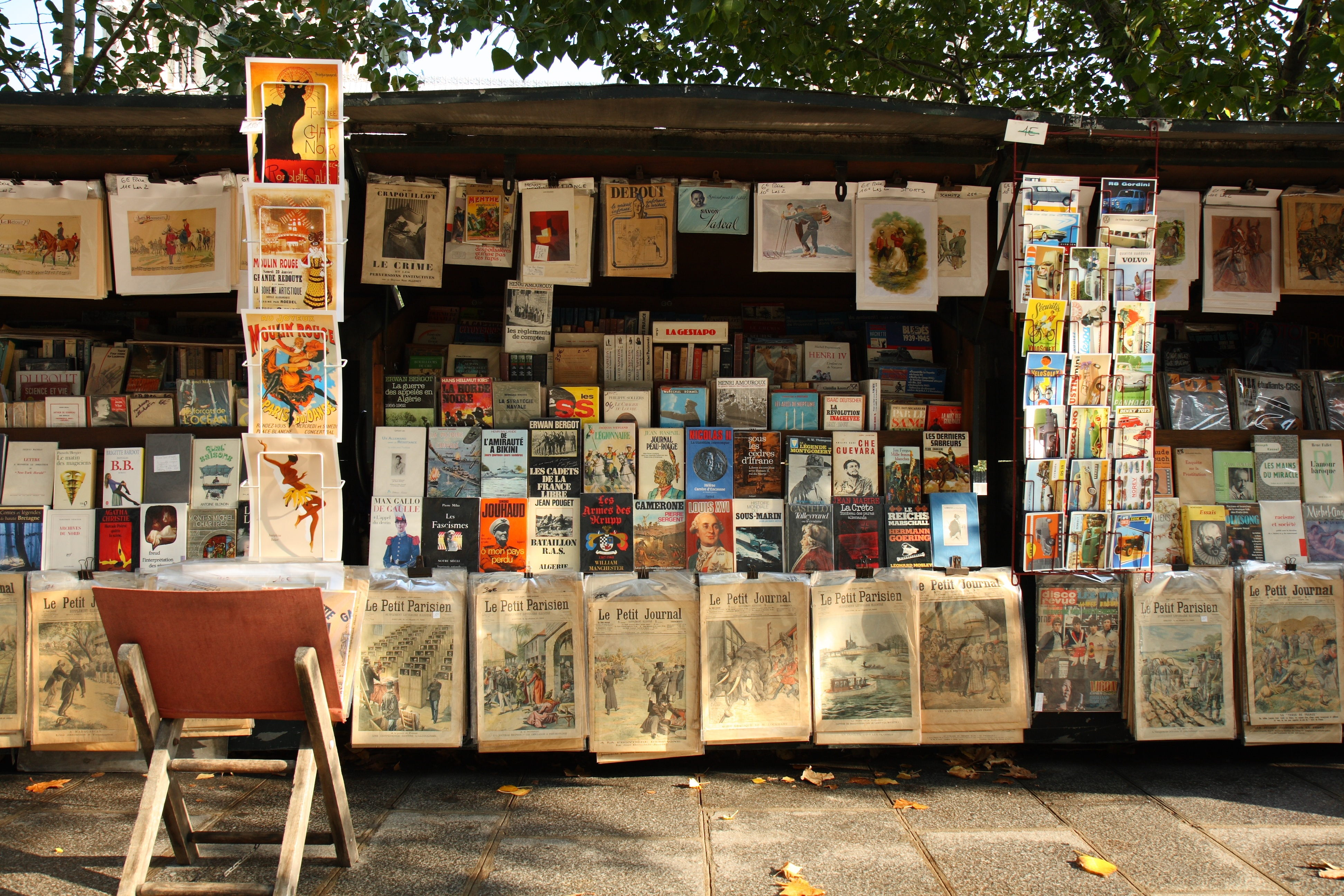
Сучасні Паризькі букіністи, 2007 рік

Перші букіністи виникли у Франції ще в XVI столітті, де торгівці жваво почали торгівлю книжками, що були на той час неабияким скарбом. Особливо уславились Паризькі букіністи, що торгують книжками здавна і дотепер у самому центрі міста на набережній річки Сени. Вже 1649 року були запроваджені спеціальні правила й обладнані етажерки для розкладання книжок на паризькому Новому мосту (Pont Neuf).
Книга у світі тривалий час не знала взагалі поділу на букіністичну й небукіністичну. Лише з XIX століття зі збільшенням книжкового виробництва й відносним збільшенням доступності книжок, чітко виокремили стародруки та сучасну книжкову продукцію.
У другій половині XX століття у радянський час до книги, в тому числі й букіністики, було двояке ставлення — з одного боку, радянські люди проголошувались «нацією, яка найбільше читає», і тому всі книжки, в тому числі й старі, були в значній пошані; з іншого боку, книга, як і будь-який промисловий виріб, була товаром, тому чітко розділялись поняття нової книжкової продукції (нею торгували у книгарнях) і букіністичної, яка була представлена у спеціально створеній, доволі широкій, мережі букіністів (подеколи у відділах букіністики звичайних книгарень). Саме відтоді походить розподіл усіх книжок на категорії за часом видання (в тому числі й визначення понять «букіністика, букіністична книжка»), що став загально відомим:
- нова книжкова продукція — тобто сучасні книжки, що не були у вжитку;
- букіністична книга — під нею розуміються всі книжки, що були видані після Жовтневої революції 1917 року, і дотепер, в тому числі й сучасні книжки, які були в ужитку (тобто держані).
- антикварна книга — книжки, видані до 1917 року. За СРСР вони дуже обмежено (фактично нелегально) були представлені в антикварних магазинах, адже торгувати ними було заборонено.

Отже, ширше, букіністичними книжками є взагалі всі вживані книжки (тобто ті, що раніше читалися).
Сучасне російське законодавство має юридичне визначення букіністичної книги, а саме розуміє під ними видання, що вийшли друком у період з 1851 по 1960 роки.
По всій Європі букіністичні видання серед іншого краму часто можна придбати на так званих «блошиних ринках» (нім. Flohmarkt), які особливо популярні в Німеччині, Австрії, Нідерландах тощо.
З розвитком інтернет-технологій і, зокрема інтернет-торгівлі, все частіше книжки, в першу чергу, букіністичні, стають об'єктом інтернет-торгів і пропозицій.

## Букіністика в Україні
За УРСР у 1960—1980-х роках в українських містах функціонували букіністи, наприклад, наприкінці 1980-х в Києві їх було близько двох десятків. Не в останню чергу це пояснювалось умовами дефіциту за СРСР, коли цікаві й популярні видання (а книжка в радянський час була предметом престижу) нерідко не з'являлись у підприємствах книготоргу, а відразу потрапляли в букіністи, де ціни на них були зазвичай дещо вищими.
З розпадом СРСР й економічними негараздами 1990-х років інтерес до книги, в тому числі й букіністичної, як і в цілому до культури, різко знизився. Букіністичні (вживані) книги продавалися масово заради прожиття. Водночас переважна більшість букіністів, як і книгарень, припинили своє існування. В Києві на 2008 рік функціонують трохи більше півдесятка букіністів.
Значним книготорговим підприємством, у тому числі з широким вибором букіністичних книг, з другої половини 1990-х років став книжковий ринок «Петрівка» (біля станції Почайна Київського метро), де на окраїні офіційного ринку і поза ним розгорнуті справжні звалища букіністичних (а нерідко й антикварних) видань (народна назва «Поле чудес»), що ними торгують як приватні підприємці, так і фізичні особи.
В інших містах України останні букіністичні книгарні закрилися вже наприкінці 1990-х — на початку 2000-х років (наприклад, у Севастополі, Полтаві тощо); є й винятки — в деяких містах функціонують старі та навіть відкрилися нові букіністи (Одеса, Суми, Кропивницький тощо); ще в ряді українських міст працюють або букіністичні книгарні, або звалища приватних продавців старих книжок на міських книжкових ринках (Донецьк, Дніпро, Сімферополь), а у Львові відомим місцем купівлі-продажу букіністичних книжок і предметів старовини вже не перше десятиліття є площа навколо пам'ятника Іванові Федорову при вул. Підвальній в історичній частині міста.
Існують також спеціальні реставраційно-палітурні майстерні, які займаються «лікуванням» пошкоджених книжок, зміною палітурки, які виконують роботи з використанням коштовних матеріалів та старовинних методів ручної роботи.

## Галерея

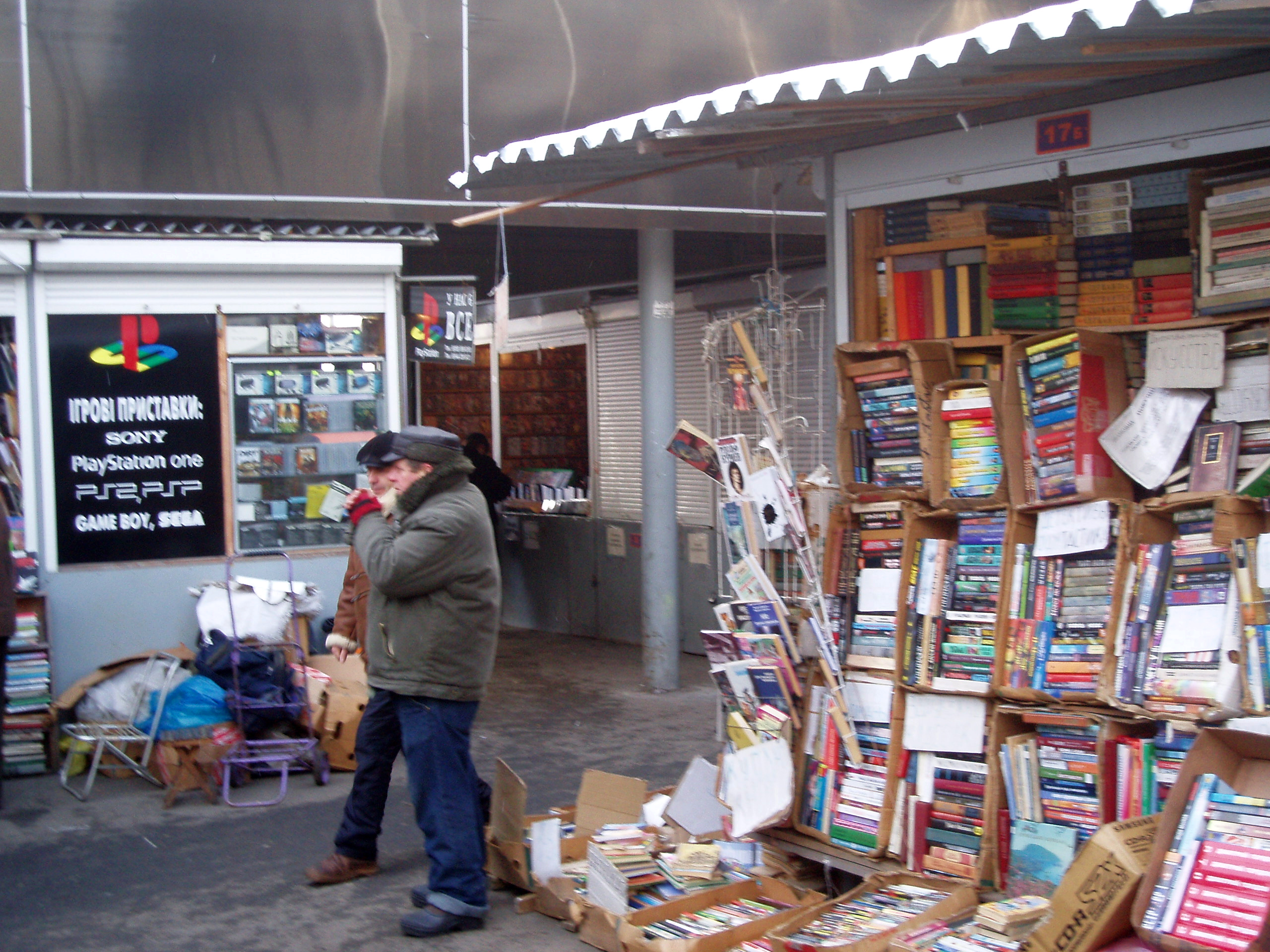
На букіністичній частині книжкового ринку «Петрівка», Київ
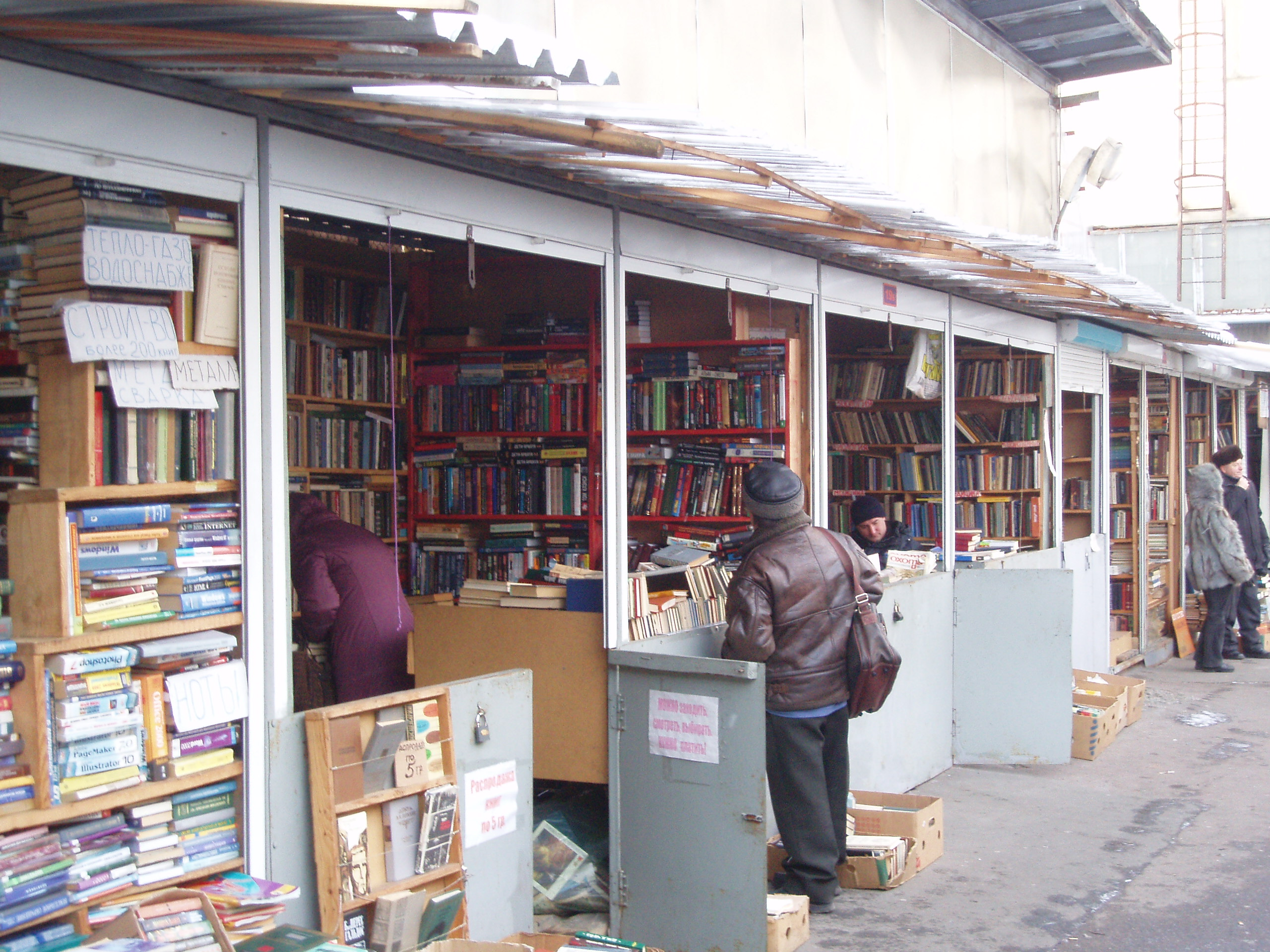
Серед букінистичних книжок книжкового ринку «Петрівка», Київ
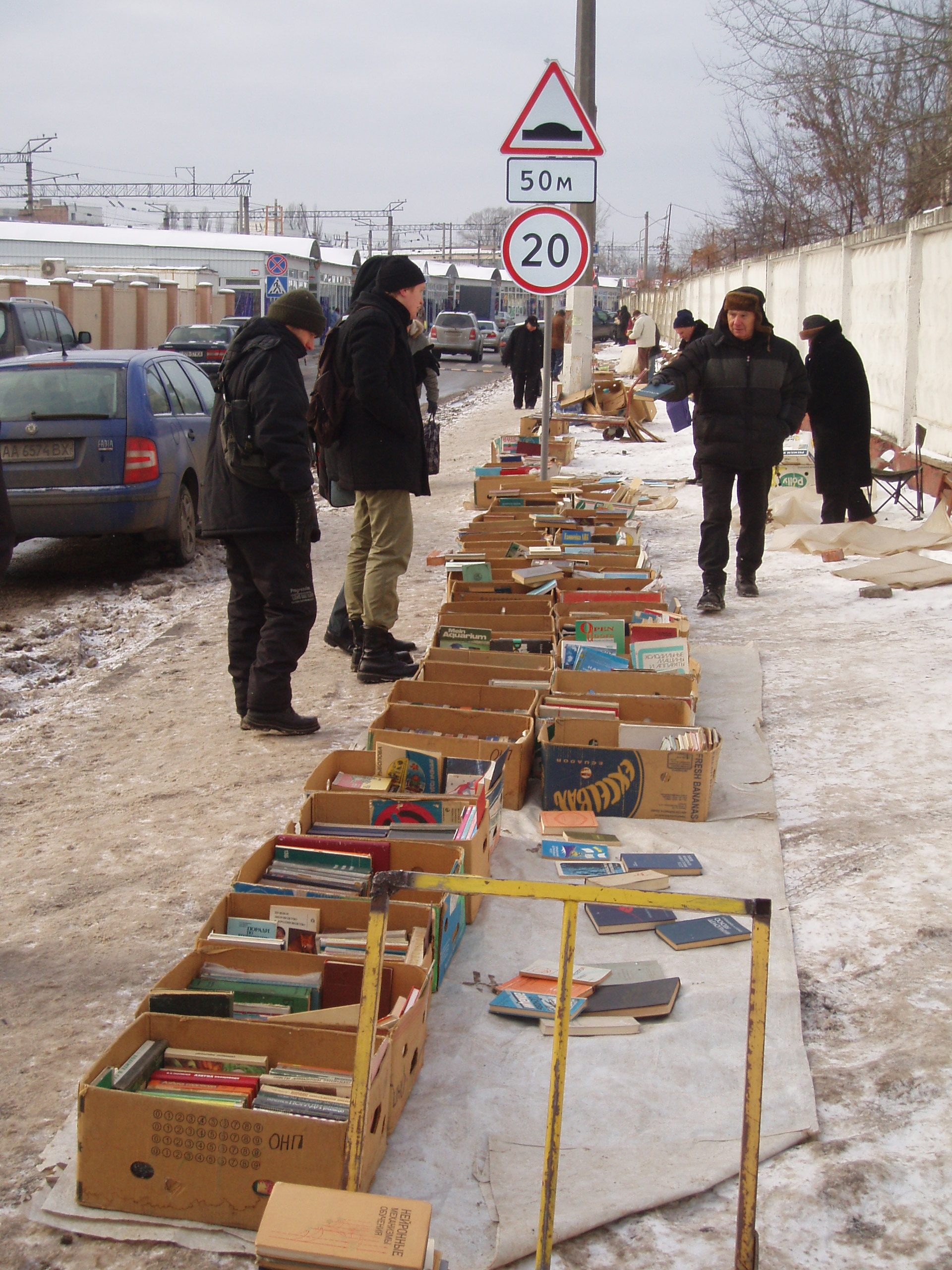
«Поле чудес» — книжкові звалища поза межами книжкового ринку «Петрівка» (3 січня 2009 року, Київ) — і за холодної погоди чи за потреби, чи з любові до книжок, тут завжди торгують вживаними книжками
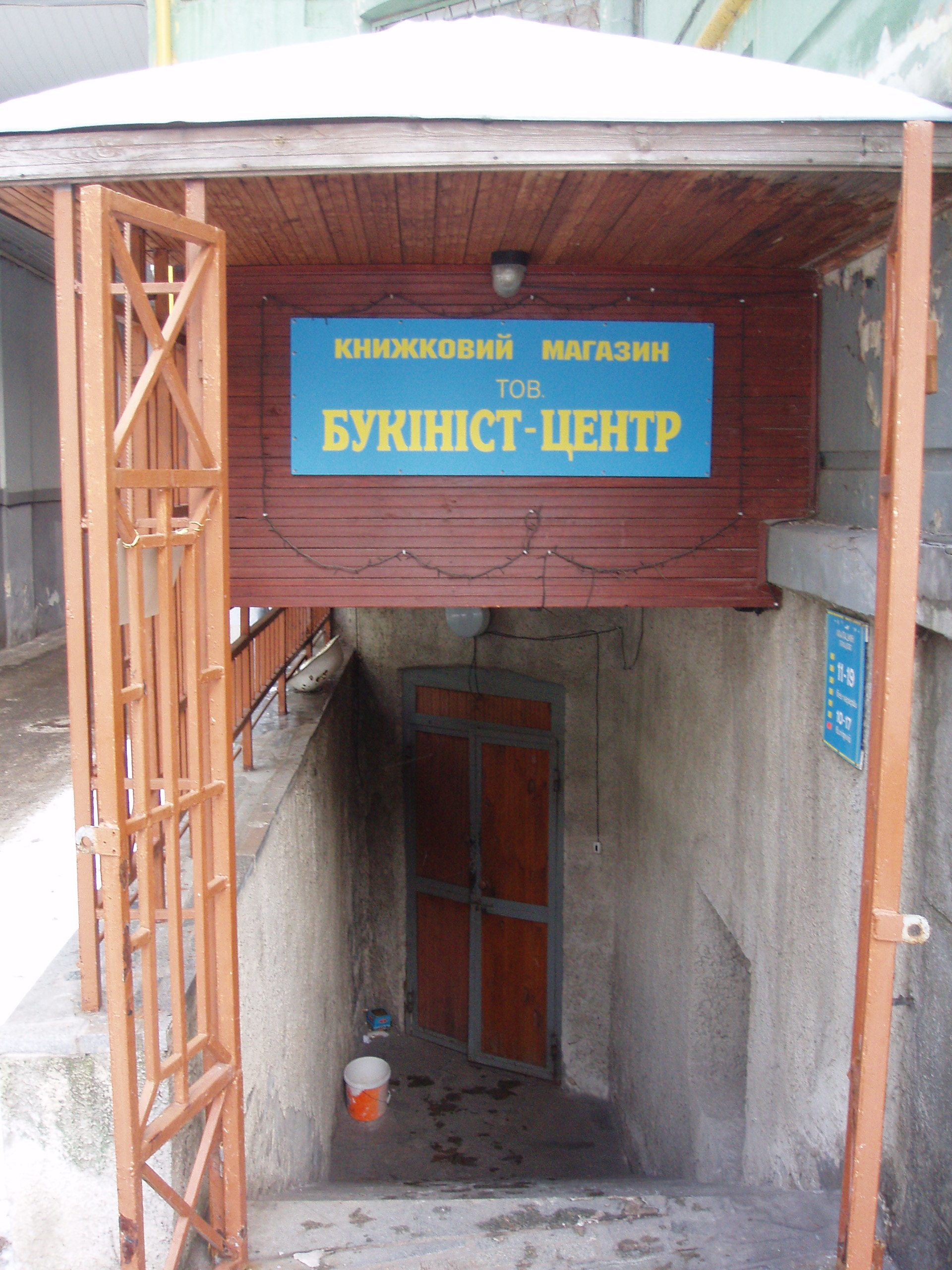
Букіністична книгарня «Букініст-центр» по вул. Лютеранській, Київ
Букіністична книгарня у ТЦ «Навігатор», під пл. Слави, Київ
Букіністична книгарня на вул. Головній, 3, м. Чернівці, квітень 2009 року
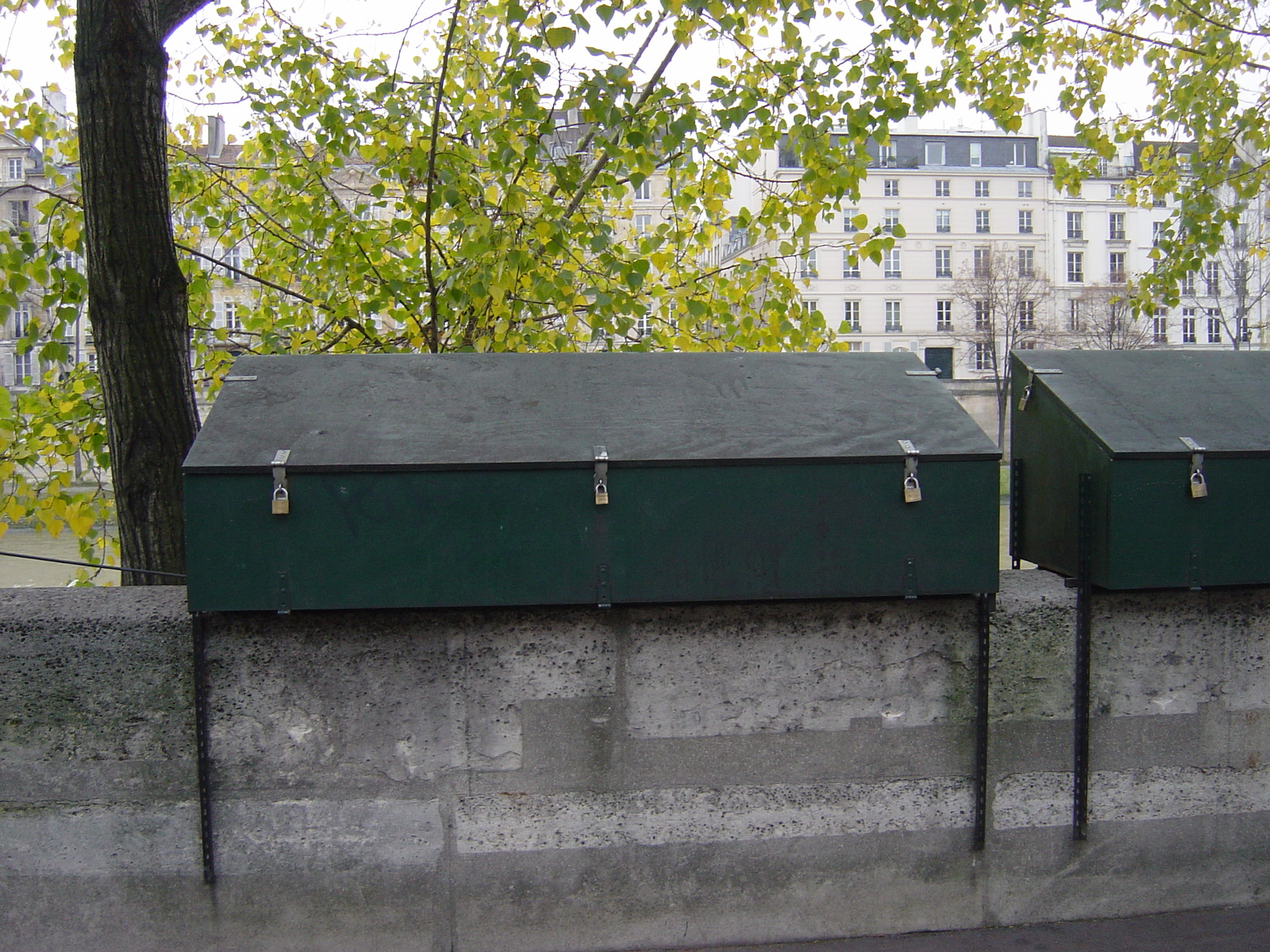
Зараз у таких ящичках зберігаються букіністичні видання Паризьких букіністів
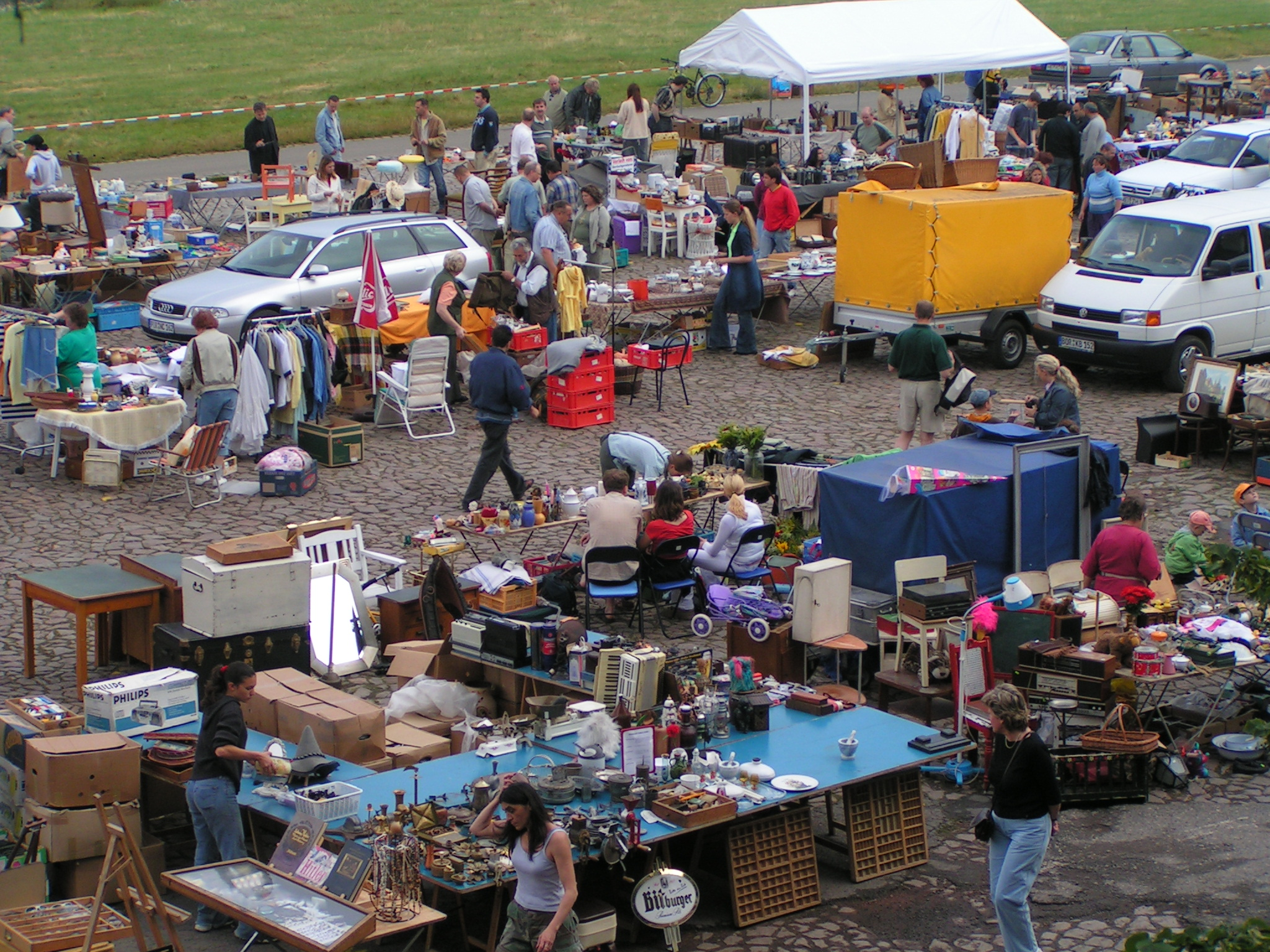
Придивившись до краму на фломаркті («блошиному ринку») в Дрездені, легко зауважити букіністичні книжки (2004 рік)

## Виноски
1. ↑  Словник іншомовних слів / за ред. О. С. Мельничука, Київ: ГР УРЕ, 1975. — С. 111
2. ↑  Стаття «Букіністи Парижа» // Французька Вікіпедія (фр.)
3. ↑  Новая Иллюстрированная Энциклопедия, Том «Би-Ге». — Москва: Большая Российская Энциклопедия, 2002; ООО «Мир книги», 2007. — С. 121. (рос.)
4. ↑  Букіністичні магазини Києва. Архів оригіналу за 5 січня 2009. Процитовано 2 січня 2009.